# Ергенският запой: Част II
„Ергенският запой: Част II“ (на английски: The Hangover Part II), известен още и като „Поредният ергенски запой“, е американска комедия от 2011 г. на режисьора Тод Филипс. Сценарият е на Скот Армстронг, Крейг Мейзин и Тод Филипс. Главните роли се изпълняват от Брадли Купър, Ед Хелмс, Зак Галифианакис, Кен Джонг, Джефри Тамбор, Джъстин Барта и Пол Джиамати. В този филм Фил, Стю, Алън и Дъг пътуват до Тайланд за сватбата на Стю и подобно на предишния след ергенското парти завършват с махмурлук и трябва да проследят събитията, за да си припомнят какво се е случило през изминалата нощ.

## Продукция
С бюджет от 80 милиона долара процесът по заснемане на филма започва на 8 октомври 2010 в Онтарио, Калифорния, а първите снимки от продукцията са пуснати няколко дни по-късно.